# 藤里村
藤里村（ふじさとむら）は、昭和30年（1955年）まで岩手県江刺郡にあった村。現在の奥州市江刺藤里にあたる。

## 沿革
- 1875年（明治8年）10月17日 - 水沢県による村落統合にともない、浅井村と横瀬村が合併して藤里村が成立。
- 1889年（明治22年）4月1日 - 町村制施行にともない、藤里村単独で村制施行。
- 1947年（昭和22年）8月7日 - 昭和天皇の戦後巡幸[1]。
- 1955年（昭和30年）2月10日 - 岩谷堂町・伊手村・稲瀬村・愛宕村・田原村・玉里村・広瀬村・梁川村・米里村と合併し、江刺町となる。

## 行政
- 歴代村長

| 代     | 氏名       | 就任                      | 退任                       | 備考 |
| ------ | ---------- | ------------------------- | -------------------------- | ---- |
| 1      | 小川惣兵衛 | 明治22年（1889年）5月23日 | 明治26年（1893年）5月22日  |      |
| 2      | 千田栄蔵   | 明治26年（1893年）5月23日 | 明治30年（1897年）5月22日  |      |
| 3      | 小川貞蔵   | 明治30年（1897年）5月23日 | 明治34年（1901年）5月22日  |      |
| 4〜6   | 小沢鉄三郎 | 明治34年（1901年）5月27日 | 明治44年（1911年）8月29日  |      |
| 7      | 及川深     | 明治44年（1911年）9月13日 | 大正4年（1915年）8月29日   |      |
| 8〜9   | 菊池定之助 | 大正5年（1916年）2月24日  | 大正13年（1924年）2月23日  |      |
| 10     | 及川勇司   | 大正13年（1924年）3月8日  | 大正14年（1925年）3月19日  |      |
| 11     | 及川深     | 大正14年（1925年）5月27日 | 昭和4年（1929年）5月26日   | 再任 |
| 12〜13 | 小沢儀兵衛 | 昭和4年（1929年）5月27日  | 昭和12年（1937年）1月24日  |      |
| 14     | 及川太七   | 昭和12年（1937年）2月5日  | 昭和16年（1941年）2月4日   |      |
| 15     | 及川重三郎 | 昭和16年（1941年）2月21日 | 昭和20年（1945年）2月20日  |      |
| 16     | 及川喜一   | 昭和20年（1945年）3月3日  | 昭和21年（1946年）11月21日 |      |
| 17〜18 | 懸田幸吉   | 昭和22年（1947年）4月5日  | 昭和30年（1955年）2月9日   |      |